# NeuConnect
Dieser Artikel befindet sich derzeit in der Qualitätssicherung im WikiProjekt Elektrotechnik des Portal Elektrotechnik. Wenn du dich mit dem Thema auskennst, bist du herzlich eingeladen, dich an der Prüfung und möglichen Verbesserung des Artikels zu beteiligen. Der Meinungsaustausch dazu ist in der Diskussion (Artikel „NeuConnect“ eintragen) zu finden.
NeuConnect ist ein im Bau befindliches HGÜ-Unterwasserkabel in der Nordsee zwischen Südostengland und Norddeutschland, das ab 2028 als Interkonnektor dienen soll. Es ist die erste direkte Stromverbindung zwischen Deutschland und Großbritannien, wodurch zwei der größten Energiemärkte Europas miteinander verbunden werden. Mit einer Kapazität von bis zu 1,4 GW kann das Kabel bis zu 1,5 Millionen Haushalte mit Energie versorgen.
Am 21. Mai 2024 vollzogen Robert Habeck (Bundesminister für Wirtschaft und Klimaschutz) und Greg Hands (Staatsminister im Ministerium für Internationalen Handel im Kabinett Sunak) den symbolischen Spatenstich.

## Der Interkonnektor

### Beschreibung
Die Hochspannungs-Gleichstromübertragungsleitung (HGÜ-Leitung) wird nach Fertigstellung 725 km lang sein. Das Gleichstromelement wird bei 525 kV mit einer maximalen Leistung von 1.400 MW betrieben.

### Standort
Das Neuconnect-Seekabel wird zwischen dem Umspannwerk Fedderwarden (im Nordwesten von Wilhelmshaven) und einem neuen Umspannwerk auf der Isle of Grain in der Grafschaft Kent verlaufen.

### Organisation
Die Neuconnect Deutschland GmbH & Co. KG mit Sitz in Wilhelmshaven ist für Genehmigungsverfahren, Bauphase und Betrieb auf deutscher Seite verantwortlich. Die Neuconnect Ltd. mit Sitz in London übernimmt die Verantwortung für die Abschnitte in Großbritannien und den Niederlanden.

## Finanzierung
Der Bau des Interkonnektors wird privat finanziert und wird 2,8 Milliarden Euro (2,4 Milliarden Pfund) kosten. Er soll Verbrauchern über einen Zeitraum von 25 Jahren einen Nutzen in Höhe von 2 Milliarden Euro (1,7 Milliarden Pfund) bringen und könnte gleichzeitig die Kohlenstoffemissionen um über 13 Mio. Tonnen CO2 netto reduzieren.

## Historie

### 2018
- NeuConnect Britain Ltd. wird gegründet.[1]
- Neuconnect erhält die vorläufige Projektgenehmigung vom britischen Regulierer Office of Gas and Electricity Markets (Ofgem).[8]

### 2019
- Im November 2019 wird Neuconnect in die Liste der Projects of Common Interest (PCI) der Europäischen Kommission aufgenommen.[9]
- Im Dezember 2019 wird der Bauantrag beim Medway Council eingereicht.[10]

### 2020
- Im Januar 2020 bestätigt die Bundesnetzagentur den NeuConnect-Interkonnektor in ihrem Netzentwicklungsplan 2019–2030.[11]
- Im April 2020 schließt Neuconnect die Standortuntersuchungsarbeiten auf der Isle of Grain ab.[12]

### 2022
- Im Juli 2022 wird die Finanzierungsvereinbarung geschlossen.[13]
- Im Oktober 2022 beginnt Prysmian mit der Produktion des 725 km langen Kabels.[14]
- Im Dezember 2022 beginnen die ersten Bauarbeiten in Wilhelmshaven und auf der Isle of Grain.[15]

### 2023
- NeuConnect erhält die finalen Planungsgenehmigungen.
- 2023 beginnen die Hauptbauarbeiten in Großbritannien und vorbereitende Arbeiten in Deutschland.[16]

### 2024
- Symbolischer Spatenstich durch Robert Habeck und Greg Hands am 21. Mai.[2]
- Start der Hauptbauarbeiten in Deutschland sowie Bauarbeiten an der Konverterstation in Großbritannien.
- Beginn der Kabelarbeiten an Land und auf See.[16]